# La Défense Loujine
Pour le film, voir La Défense Loujine (film).
La Défense Loujine est un roman de l'écrivain russe Vladimir Nabokov publié pour la première fois dans les Sovreménnye zapiski, une revue trimestrielle russe de Paris, et immédiatement après chez l'éditeur Slovo à Berlin en 1930.

## Écriture du roman
Le projet du roman date de la fin de l'année 1927, alors qu'il s'attaque à l'écriture de Roi, dame, valet et compose le poème Le Cavalier des échecs, qui présente les prémices du personnage de Loujine. La rédaction de La Défense Loujine commence en février 1929 par Nabokov alors qu'il résidait en France dans le village du Boulou dans les Pyrénées-Orientales afin de chasser les papillons. En juin, il retourne en Allemagne et en finit la composition à Berlin durant l'automne de la même année. Deux chapitres du roman paraissent tout d'abord en septembre 1929 et janvier 1930 dans le journal berlinois Roul, puis intégralement dans trois numéros de la revue parisienne de l'émigration russe Sovreménnye zapiski en 1930 sous le pseudonyme de V. Sirine. L'édition en un volume est publiée à Berlin par les éditions Slovo la même année.
Nabokov s'est inspiré de la vie de Curt von Bardeleben, un grand joueur d'échecs qui s'est suicidé en 1924.
Nabokov résuma son roman en déclarant qu'il s'agissait de « l'histoire d'un joueur d'échecs écrasé par son propre génie[réf. nécessaire] » et jugea par ailleurs que « de tous [s]es livres russes, La Défense Loujine est celui qui contient et exprime le plus de chaleur - ce qui peut sembler étrange au regard de la suprême abstraction censée caractériser le jeu d'échecs ».

## Résumé
Le jeune Loujine découvre par l'intermédiaire d'un ami de son père le jeu d'échecs qui dès lors deviendra le centre de sa vie, alors qu'il vit enfermé dans un univers difficile pour un enfant, relativement malmené par ses camarades d'école et par ses parents qui s'attardent peu sur ses désirs. Il en apprend les fondamentaux avec sa tante, puis par l'intermédiaire d'une relation de son père, développe rapidement des capacités hors-normes pour ce jeu. Il devient au bout de quelques années un joueur dont la réputation dépasse les frontières de l'Allemagne, où sa famille a fui après la Révolution russe de 1917. Alors qu'adulte il remporte de nombreux tournois et se fait remarquer pour son jeu non orthodoxe et créatif, il s'enferme de plus en plus dans ce qui est devenu son métier et au-delà une passion quasi-pathologique, transposant petit à petit tout acte de sa vie ordinaire en termes échiquéens. Il fait un jour la rencontre d'une jeune femme russe lors d'un séjour dans une station balnéaire où il dispute un tournoi, et immédiatement décide de lui proposer de l'épouser. Celle-ci, fascinée par l'étrangeté du personnage, accepte malgré les réticences de sa famille qui ne voient en Loujine qu'un excentrique. La détermination des deux jeunes gens est telle qu'ils font plier les parents et s'installent ensemble à Berlin. Le mariage est célébré, mais la nuit de noces et les suivantes seront désespérément platoniques pour le couple, à la triste surprise de la jeune femme.
Loujine est obnubilé par les échecs et se comporte de plus en plus pathologiquement dans ses relations sociales. Il ne voit qu'un seul adversaire à sa taille en la personne de l'Italien Turati, qu'il doit prochainement affronter au cours d'un tournoi lors duquel seuls ces deux grands maîtres s'illustrent. La rencontre finale approche et Loujine prépare intensivement différentes stratégies pour contrer les tactiques originales de Turati. À sa grande surprise, ce dernier lors de leur partie adopte une ouverture inattendue, déstabilisant Loujine et donnant un tour étrange à la rencontre où les deux joueurs se jaugent à distance sans prendre d'initiative. Soudainement la partie est interrompue et Loujine, incrédule et hagard, fuit la salle dans un état second. Il s'écroule sous la tension nerveuse et est hospitalisé. Son épouse, comprenant que les échecs entraînent Loujine vers une profonde maladie mentale, décide avec son accord de le sevrer de jeu. Il ne participera plus à aucune partie, ni même n'approchera un échiquier. Après quelques mois de monotonie et d'absence de but dans sa vie, Loujine s'isole de plus en plus du monde extérieur, se met à considérer rétrospectivement l'ensemble de sa vie comme une grande partie d'échecs dont il doit programmer les prochains coups pour gagner. Il finit par sombrer petit à petit dans une vraie folie qui le conduira lors d'une bouffée délirante à vouloir échapper à son univers en sautant par la fenêtre.

## Personnages
- Alexandre Ivanovitch Loujine
- Valentinov
- Turati
- Oleg Sergeïevitch Smirnovski

Nabokov fait apparaître les personnages de Machenka et de son mari Alfiorov, tous deux protagonistes de son premier roman Machenka, en tant que personnages secondaires dans La Défense Loujine ; il utilise déjà le patronyme Loujine dans une de ses premières nouvelles, Jeu de hasard, qui désigne Alexeï Lvovitch Loujine, le héros suicidaire du récit.

## Adaptation au cinéma
Le roman a fait l'objet d'un film, La Défense Loujine réalisé par Marleen Gorris avec John Turturro dans le rôle de Loujine, sorti sur les écrans en 2000.

## Éditions françaises
- Œuvres romanesques complètes  (trad. Genia et René Cannac, révision : Bernard Kreise, préf. Maurice Couturier), Paris, Gallimard, coll. « Bibliothèque de la Pléiade » (no 461), 1999, 1731 p. (ISBN 978-2-07-011300-2), « La Défense Loujine »